# Harald Maresch
Harald Maresch, auch Harald Ramond (* 10. Juni 1916 in Wien, Österreich; † 7. Dezember 1986 in Los Angeles, Vereinigte Staaten), war ein austro-US-amerikanischer Schauspieler.

## Leben
Maresch erhielt Mitte der 1930er Jahre seine künstlerische Ausbildung am Max Reinhardt Seminar und kam anschließend Engagements nach Zürich und Wien nach. Kaum 20 Jahre alt, gab er sein Filmdebüt als Bruder von Maria Andergast in dem Drama Manja Valewska. Nach dem Anschluss Österreichs im März 1938 floh Maresch nach Frankreich. Via Trinidad und Kuba gelang ihm im Juni 1941 die Flucht vor der deutschen Besatzungsmacht nach New York City.
In Hollywood angekommen, wurde der gutaussehende Nachwuchsmime 1944 mit überwiegend winzigen Filmrollen bedacht. Für sehr viel mehr Furore sorgte im selben Jahr eine Affäre mit der mexikanischen Schauspielerin Lupe Vélez, die er geschwängert haben soll. Als Maresch sich nicht bereit zeigte, sie zu heiraten, verübte Velez daraufhin Suizid. In ihrem Abschiedsbrief benannte sie Maresch als den Vater des Kindes. Nach ihrem Freitod fand Maresch, der sich in den Vereinigten Staaten auch Harald Ramond nannte, bis in die 1950er Jahre hinein in Hollywood keine Beschäftigung mehr.
Er versuchte sich daraufhin (mit wenig Erfolg) am Theater. 1951 produzierte Harald Maresch das Theaterstück My L.A., verließ aber bereits ein Jahr später wieder die Vereinigten Staaten und ging in die Bundesrepublik Deutschland. Dort ließ er sich in München nieder und übernahm diverse mittelgroße Rollen in einer Reihe von Kino- und Fernsehfilmen. Zuletzt wirkte er bis in die späten 1960er Jahre hinein auch mehrfach in einzelnen Folgen populärer TV-Serien mit. Schließlich kehrte Harald Maresch nach Los Angeles zurück und ließ sich in West Hollywood nieder.

## Filmografie
Kinofilme, wenn nicht anders angegeben
- 1936: Manja Valewska
- 1944: Der Pirat und die Dame (Frenchman’s Creek)
- 1945: Hotel Berlin
- 1952: Die Wirtin von Maria Wörth
- 1953: Stalag 17
- 1953: Checkmate (Fernsehfilm)
- 1954: Columbus entdeckt Krähwinkel
- 1955: Die Helden sind müde
- 1955: Die Herrin vom Sölderhof
- 1956: Viele kamen vorbei
- 1956: The River Changes
- 1957: Liebe, wie die Frau sie wünscht
- 1957: Wetterleuchten um Maria
- 1957: Himmel in Flammen (Il cielo brucia)
- 1958: Worüber man nicht spricht
- 1958: Gesucht wird Mörder X (Fernsehfilm)
- 1959: Ein Toter hing im Netz
- 1960: Schachnovelle
- 1960: Die Botschafterin
- 1960: Die Rote Hand
- 1961: Frau Irene Besser
- 1961: Der Strafverteidiger (Fernsehfilm)
- 1962: Max, der Taschendieb
- 1962: Die Flucht (Fernsehfilm)
- 1962: Die lustige Witwe
- 1963: Allotria in Zell am See
- 1963: Mit Karl May im Orient (Fernsehfilm)
- 1964: Die Karte mit dem Luchskopf (eine Folge der Fernsehserie)
- 1965: Alarm in den Bergen (eine Folge der Fernsehserie)
- 1966: Kommissar Freytag (eine Folge der Fernsehserie)
- 1967: Die fünfte Kolonne (eine Folge der Fernsehserie)
- 1968: Graf Yoster gibt sich die Ehre (eine Folge der Fernsehserie)